# Papilio demodocus
Espèce
Papilio demodocus, le Papillon de Vinson ou Machaon des citronniers, est une espèce d'insectes lépidoptères qui appartient à la famille des Papilionidae, à la sous-famille des Papilioninae et au genre Papilio.

## Dénomination
Papilio demodocus (Eugen Johann Christoph Esper en 1798)
Synonymes : Princeps demodocus.

### Noms vernaculaires
Papilio demodoceus se nomme en français Papillon de Vinson ou Voilier des citronniers et en anglais Citrus swallotail ou Citrus butterfly ou Orange Dog ou Christmas Butterfly,.

### Sous-espèces
- Papilio demodocus demodocus
- Papilio demodocus bennetti Dixey, 1898 présent au Yémen.

## Description
C'est un grand papillon noir marqué de lignes de taches blanches qui présente un ocelle anal rouge centré de bleu. Le verso est identique.

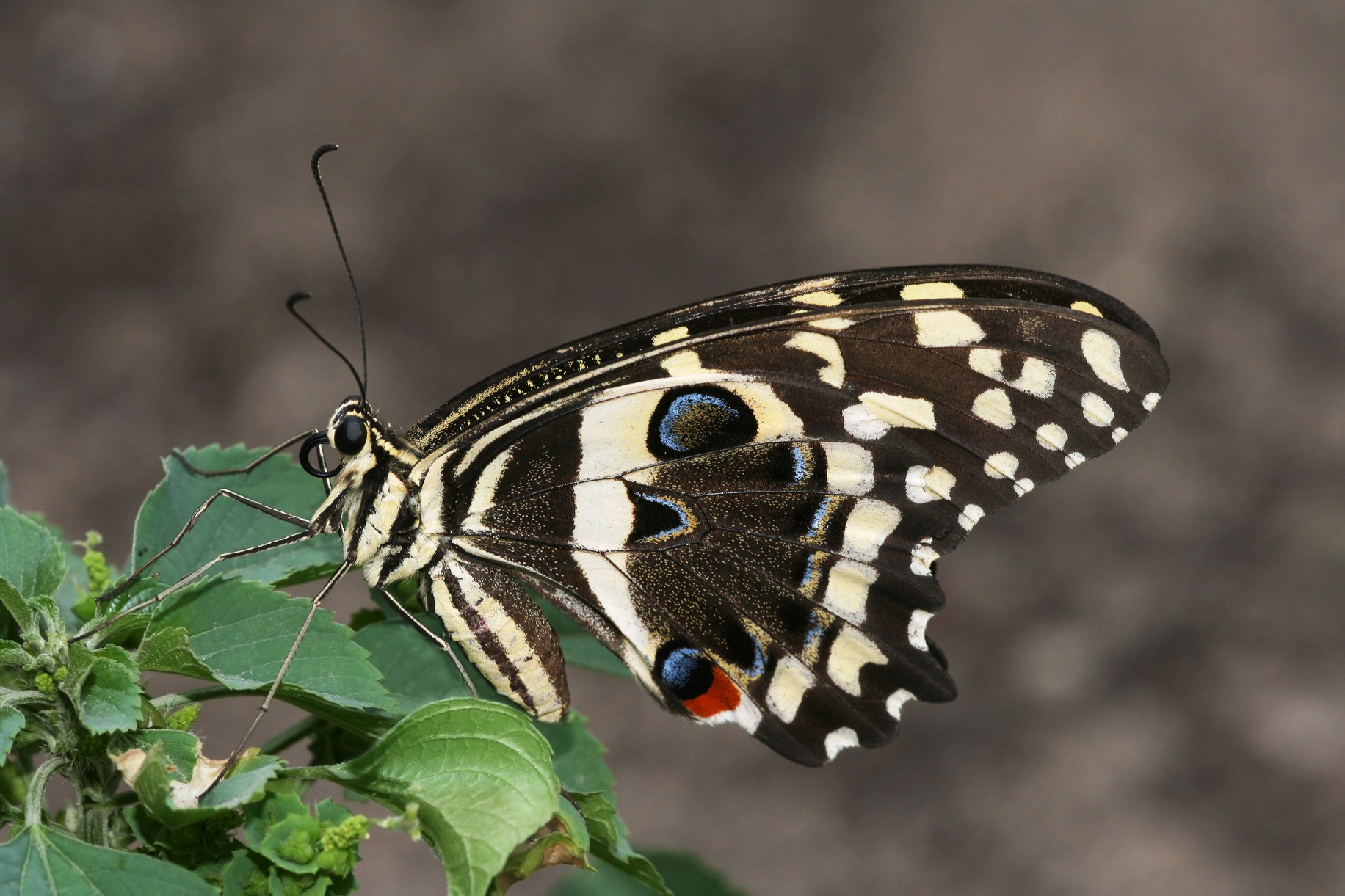
Revers.

### Chenille
La chenille d'abord blanche et noire devient à partir du troisième stade verte et noire, avec sur la tête deux cornes rouge

### Espèces proches
Papilio demoleus dont l'aire de répartition est différente.

## Biologie

### Parasitisme
Ooencyrtus est un parasite de l'œuf et Pteromalus puparum un parasite de la chrysalide.

### Plantes hôtes
Ses plantes hôtes sont très nombreuses, des Citrus mais aussi, Archangelica officinalis, Bubon galbanum, Bubon gummiferum, Clausena inaequalis, Calodendron capense, Deverra burchelli, Fagara capensis, Fagaropsis angolensis, Foeniculum vulgare, Hippobromus pauciflorus, Hippodromus alata, Oricia bachmannii, Oricia swynnertoni, Pseudospondias microcarpa, Pituranthos burchelliPhellodendron amurense, Ptaeroxylon utile, Ptaeroxylon obliquum, Ptelia trifoliata, Skimmia japonica, Teclea natalensis, Teclea swynnertoni, Toddalia aculeata, Toddalia lanceolata, Vepris lanceolata, Zanthoxylum capense, Zanthoxylum delagoense .

## Écologie et distribution

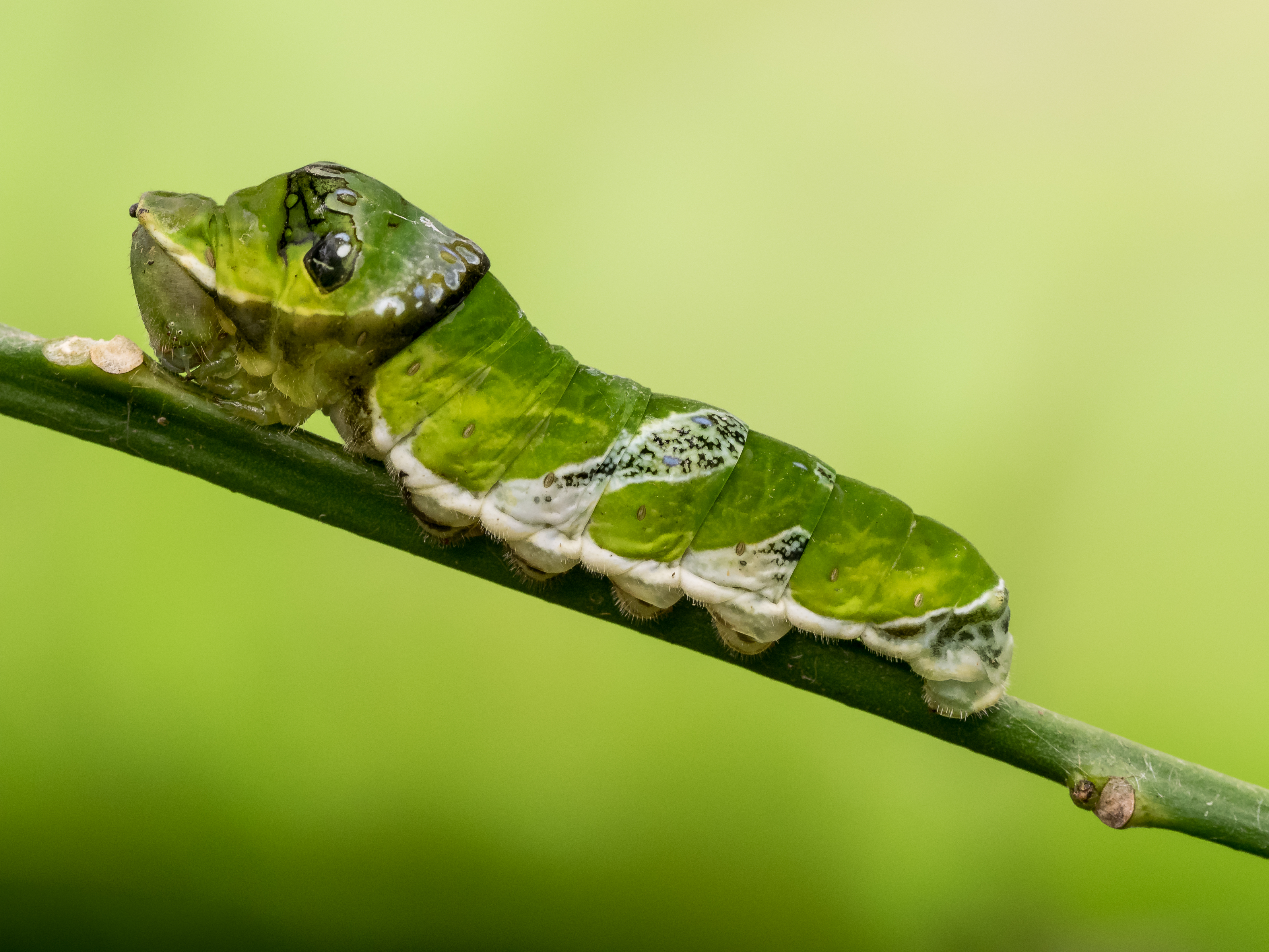
Chenille.

Papilio demodocus est présent dans toute l'Afrique (sauf le Sahara et l'Afrique du Nord) et à Madagascar ainsi qu'aux Mascareignes.

### Biotope
Papilio demodocus occupe toutes les zones où sont présentes les plantes hôte de sa chenille.

### Protection
Pas de statut de protection particulier, il est plutôt considéré comme un nuisible.

## Philatélie
Ce papillon figure sur une émission du Mozambique (Y&T 419 de 1953 valeur faciale 10 c)et une émission philatélique du Territoire français des Afars et des Issas de 1975 (valeur faciale : 70 f).

### Liens taxonomiques
- (en) Catalogue of Life : Papilio demodocus Esper, 1798 (consulté le 16 décembre 2020)
- (en) NCBI : Papilio demodocus (taxons inclus)
- sur eol.org